# Pomník hrdinů ghetta
Pomník hrdinů ghetta je památník vybudovaný ve Varšavě upomínající na Židy z varšavského ghetta.  Vedle něj stojí objekt muzea dějin polských Židů. Autorem pomníku je polský umělec židovského původu Natan Rapaport, který na něm spolupracoval s polským architektem Leonem Suzinem. Při své návštěvě Polska na konci roku 1970 před monumentem poklekl tehdejší západoněmecký kancléř Willy Brandt.
Začíná u něj trasa Paměti strádání a boje Židů, která byla vybudovaná v letech 1988 a 1989, spojující významná místa ve městě spojená s bojem Židů proti nacistům během druhé světové války.

## Popis
Na čelní, západní, straně pomníku se nachází reliéf nazvaný „Válka“, který zobrazuje uskupení židovských bojovníků. Vedle něho se nachází nápis „Židovský národ svým mučedníkům a bojovníkům“ uvedený ve třech jazycích, a sice polštině, jidiš a hebrejštině. Na východní straně monumentu je osazen druhý, kamenný, reliéf pojmenovaný „Pochod na zkázu“, který symbolizuje dvanáct židovských mučedníků, jež odkazuje ke dvanácti izraelským kmenům.